# انجمن مخفی (ایران)
انجمن مخفی یک انجمن مخفی سیاسی فعال در ایران بود که در سال ۱۹۰۴ میلادی برابر با سال ۱۲۸۴ خورشیدی توسط ناظم‌الاسلام کرمانی تأسیس شد. این سازمان نقش مهمی در انقلاب مشروطه ایران داشت.
انجمن مخفی، اعضای خود را به‌طور عمده ازطبقه متوسّط سنّتی برگزید. ناظم الاسلام کرمانی، عضو مؤسّس آن، تشکیل انجمن را در یادداشتهای مشروحی که با عنوان تاریخ بیداری ایرانیان منتشر شده، بیان کرده‌است. انجمن در نشستی در بهمن ۱۲۸۴ مقرّراتی برای طرز رفتار اعضا و فهرستی از خواسته‌ها تدوین کرد. این اصول که عهد با قرآن کریم شمرده می‌شد، گویای نهانکاری، ضدّیت با ستمگران، احترام به روحانیون، برگزاری نماز در هر جلسه، و پذیرفتن مهدی به عنوان واپسین و یگانه حافظ راستین امت بود. برنامه با این ادّعا پایان می‌یافت که اگر حکومت این پیشنهادها را بپذیرد، ایران پس از یک نسل حتّی دستاوردهای ژاپن را نیز پشت سر خواهد گذاشت. / ۷۰ـ73